# Ritratto della baronessa de Rothschild
Il Ritratto della baronessa de Rothschild (La Baronne James de Rothschild) o Ritratto di Betty de Rothschild è un dipinto dell'artista neoclassico francese Jean-Auguste-Dominique Ingres, concluso nel 1848. Attualmente è conservato nella collezione privata della famiglia Rothschild, a Parigi.
La modella era Betty von Rothschild, che aveva sposato il suo zio paterno, il banchiere James Mayer de Rothschild, ed era una delle donne più ricche d'Europa, oltre che una delle principali mecenati parigine. La sua bellezza ed eleganza erano molto note e celebrate, a tal punto da ispirare la poesia L'angelo di Heinrich Heine. Per il suo ritratto, un olio su tela, Ingres cercò di infondere i simboli della sua ricchezza materiale con la dignità, la grazia e la bellezza dell'arte rinascimentale, soprattutto l'arte raffaellesca, aderendo allo stesso tempo alla padronanza della linea praticata da Jan van Eyck. È questa combinazione che, secondo gli storici dell'arte, pone Ingres più lontano dai primi modernisti suoi contemporanei.
Il ritratto di Betty von Rothschild è ritenuto una delle opere migliori di Ingres ed è stato descritto come "l'immagine più sontuosa finora accessibile dell'opulenza della metà del diciannovesimo secolo".

## Storia

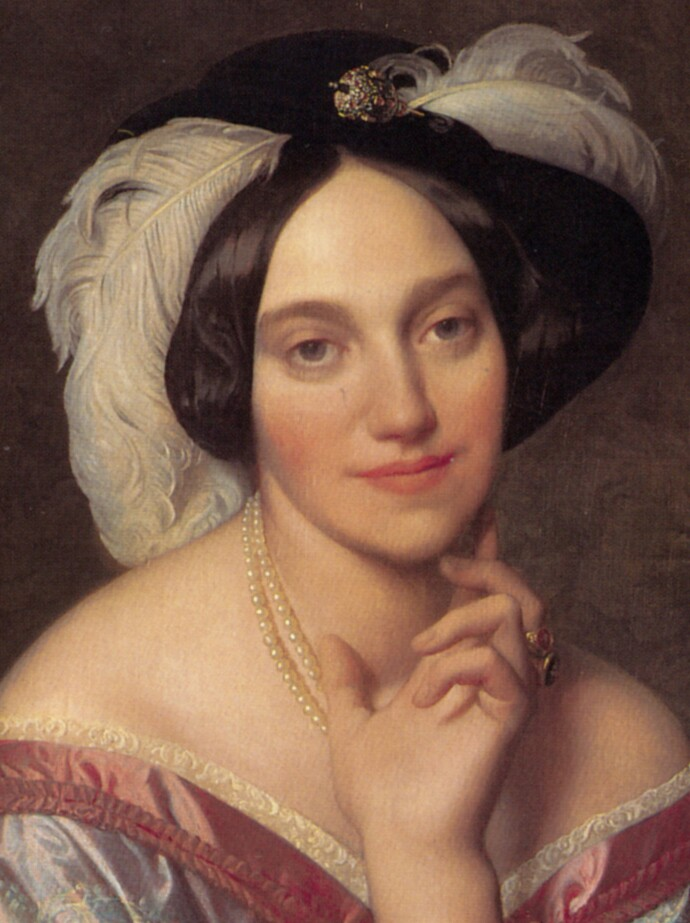
Un dettaglio del volto dell'effigiata.

Betty von Rothschild chiese a Jean-Auguste Dominique Ingres di dipingerla per la prima volta nel 1841, quando egli era molto ricercato come artista riluttante. Infatti egli credeva che la pittura storica fosse una forma d'arte più alta, mentre egli si guadagnava da vivere con le commissioni per la nobiltà. A questo punto egli era messo bene a livello finanziario e rifiutò. Dopo averla incontrata a un ballo e averla trovata molto affascinante, accettò l'incarico. In una lettera del 26 giugno 1842 al suo amico Jean-Pierre-François Gilibert, Ingres scrisse: "Martedì avrò una seduta definita con Madame de Rothschild, che è giunta al prezzo di una dozzina di lettere puerili e sincere. Lunga vita ai ritratti! Che dio li maledica..." Come per altri suoi ritratti, Ingres partì delineando la posa e l'anatomia della figura, studiandola attraverso una modella professionista, e solo in seguito si concentrò sulla costruzione delle vesti intorno al corpo. Molti disegni si conservano al museo Ingres di Montauban o al museo Bonnat di Bayonne, incluso uno nel quale vengono studiate le gambe incrociate della donna.
Il dipinto però non venne completato per i sei anni successivi: vi furono degli inizi falsi e i progressi furono interrotti poiché egli impiegò del tempo per lavorare a degli altri ritratti, incluso quello per Ferdinando Filippo Enrico, duca d'Orléans, che morì in un incidente in carrozza nel 1842. Anche se Ingres aveva quasi finito la testa di Madame de Rothschild nel febbraio del 1843, nel giugno del 1844 dovette rincominciare daccapo. Non ci è giunta la prima versione del ritratto, pertanto è probabile che Ingres vi abbia dipinto la nuova versione sopra. Nel giugno del 1847 egli scriveva: "Ho appena finito Madame de Rothschild, rincominciata meglio, e il ritratto di Madame Moitessier". Il quadro venne terminato nel 1848 e venne esposto per la prima volta nello studio del pittore.
Il ritratto venne appeso nel salone di Betty fino alla sua morte nel 1886. Nel 1867 venne prestato per un'esposizione postuma su Ingres a Parigi, ma da quel momento venne esposto pubblicamente solo due volte. Durante l'occupazione tedesca della Francia nel corso della seconda guerra mondiale, la tela venne confiscata dai nipoti dell'effigiata in quanto "proprietà ebrea". Nel giugno del 1946 l'opera venne restituita alla famiglia e nello stesso anno venne esposta a Parigi con altre opere rimpatriate. Tra il 1967 e il 1968, venne anche esposta alla mostra per il centenario della morte di Ingres al Petit Palais parigino.

## Descrizione
Rothschild indossa un abito da sera di raso rosa con delle file di balze sull'orlo e delle balze in pizzo sul colletto e sulle maniche, rifinito con dei fiocchi di nastro. I suoi capelli sono lisci e coprono le orecchie ed ella indossa una toque di velluto nero decorata con delle piume di struzzo. La donna è seduta in un sofà di velluto rosso, con le braccia e le gambe incrociate in maniera rilassata: Ingres l'ha raffigurata come se ella stesse partecipando a una serata con le amiche.

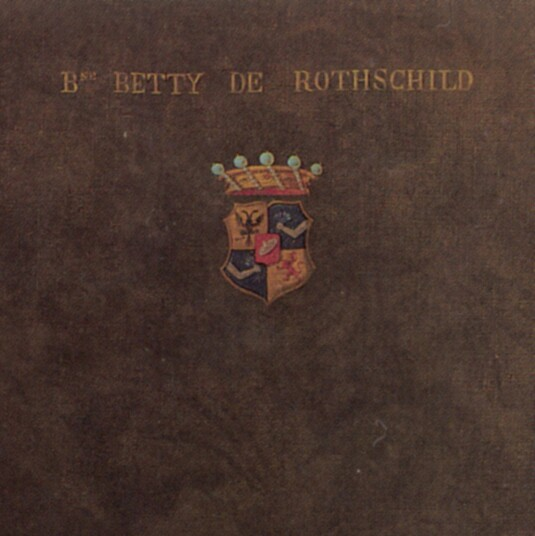
Dettaglio dello stemma araldico.

Betty si trova più in basso rispetto al piano pittorico, dandole una vulnerabilità che contrasta con la statura dell'iscrizione araldica e dello stemma in alto a destra. Il ritratto è dominato da due elementi principali: il vestito di raso color rosso vino e il fascino della sua espressione facciale e il suo volto perfettamente ovale, quasi idealizzato. Se ella guarda lo spettatore con la stessa immediatezza di Louis-François Bertin nel suo ritratto del 1832, l'immagine è ammorbidita sia dall'attrattività della sua posa che dal suo vestito. Ciò contrasta con lo sfondo marrone sobrio e opaco, che serve a compensare lo splendore del soggetto.

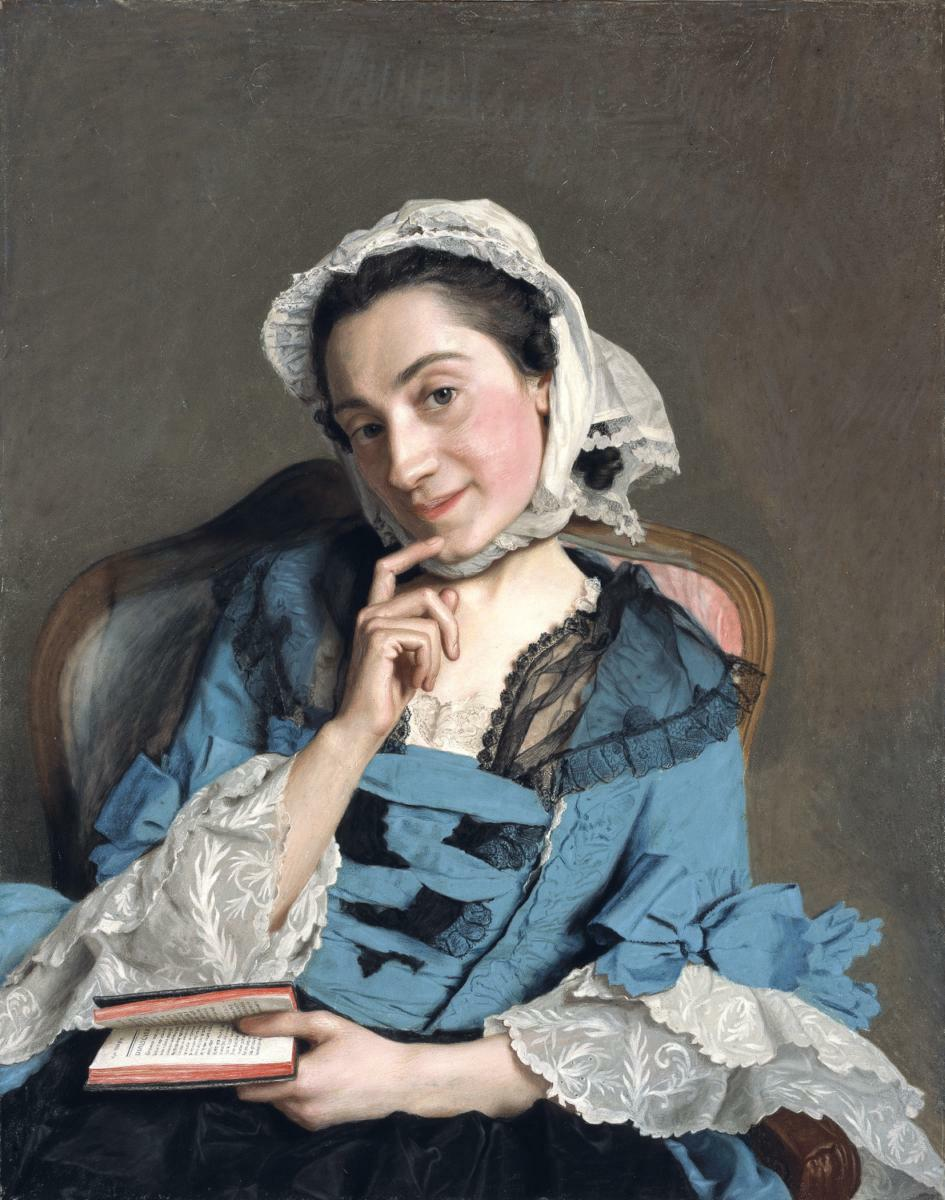
Jean-Étienne Liotard, Ritratto di Louise d'Épinay, 1759

A differenza del ritratto di Bertin, che richiese all'artista una lotta prolungata per arrivare alla posa finale, apparentemente Ingres si fermò sulla composizione di base del ritratto di Rothschild alla prima seduta. La resa della parte inferiore del corpo di Rothschild potrebbe essere ispirata ad un'opera a pastello dell'artista svizzero Jean-Étienne Liotard, il Ritratto di Louise d'Épinay (1759), che Dominique Ingres ammirava. La vivacità del ritratto ingresiano è accentuata dal modo casuale con il quale la modella si sporge in avanti con le gambe incrociate. Secondo la storica dell'arte Aileen Ribiero, "la posa di Madame de Rothschild, il modo con cui incrocia le sue gambe così che si veda chiaramente la forma del ginocchio, avrebbero potuto essere ritenuti piuttosto audaci, se dobbiamo credere al galateo", secondo il quale all'epoca una donna non doveva incrociare le gambe quando era seduta.
Molti critici hanno notato in quest'opera l'uso della luce, inusuale in Ingres; le ombre sul suo vestito sono rese più piatte delle aree illuminate del tessuto, ma paradossalmente giacciono appena sopra di esse sulla superficie della tela. Tipicamente, Ingres non segue una rappresentazione anatomica corretta delle parti scoperte del suo corpo, che sembrano quasi prive di ossa, piegate e incurvate insolitamente.

## Galleria d'immagini

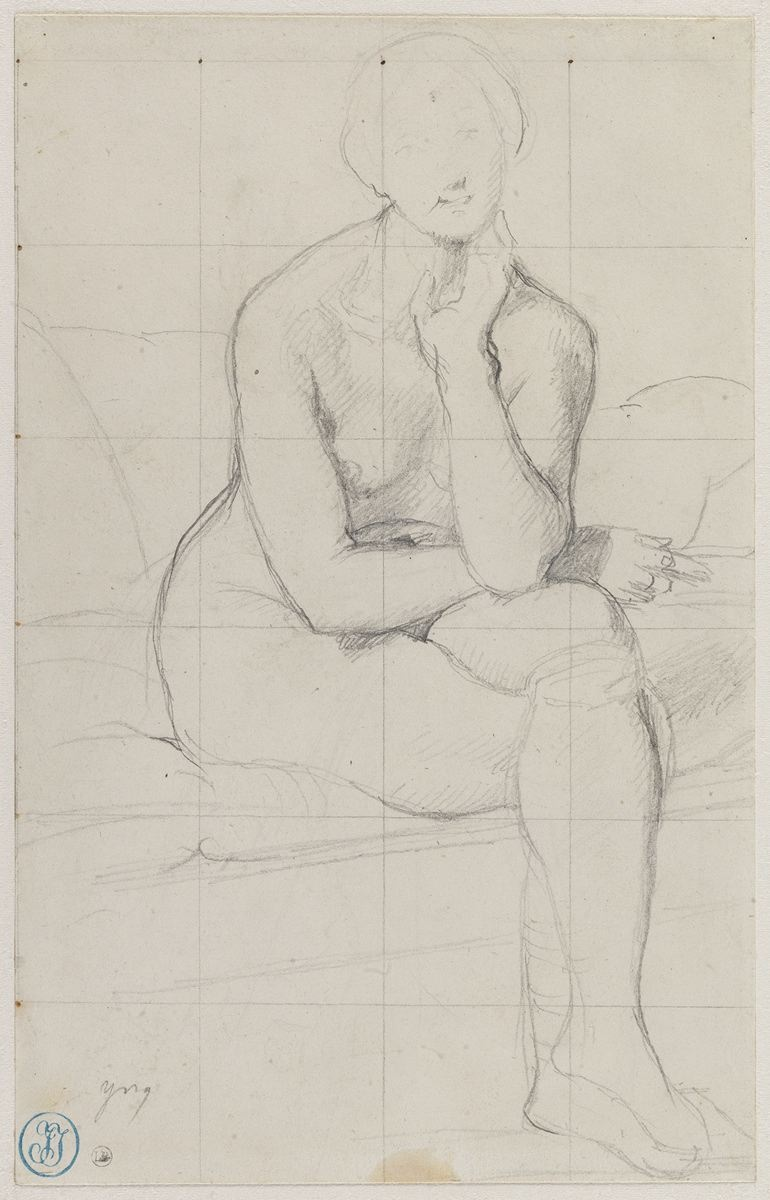
Uno studio di nudo iniziale.
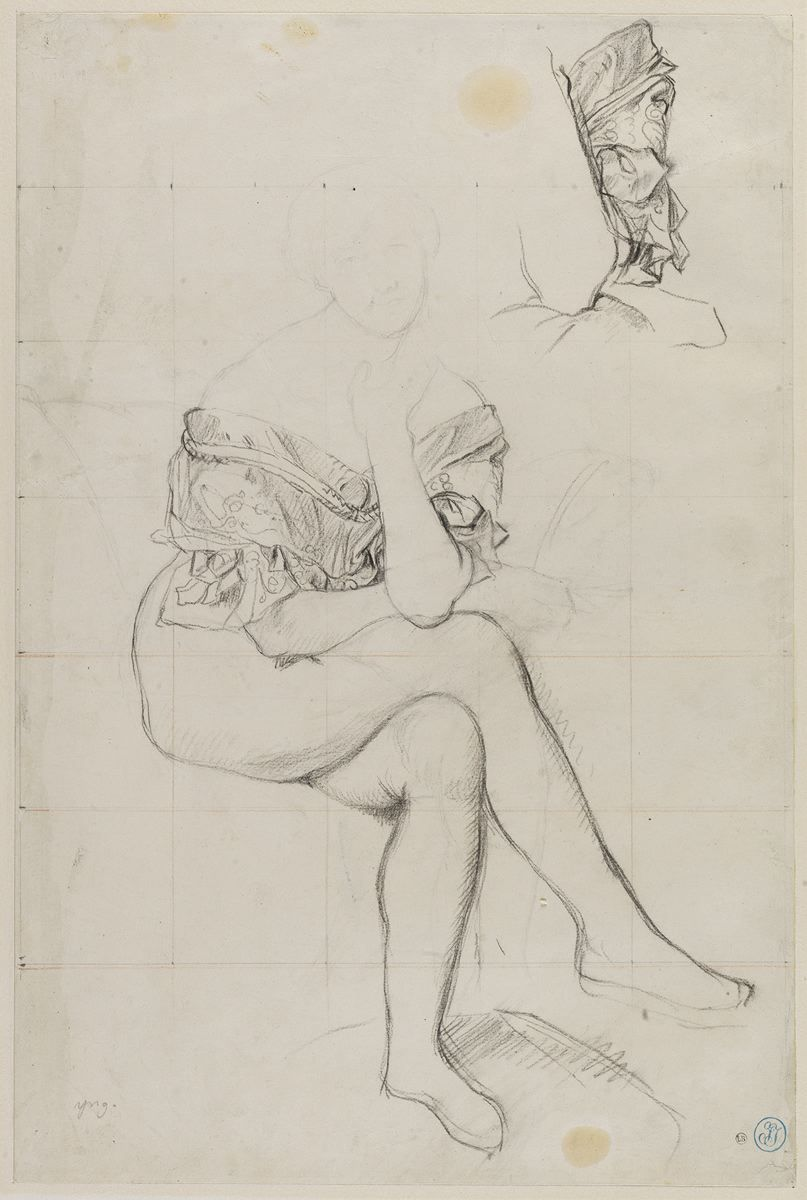
Uno studio per la posizione delle gambe.
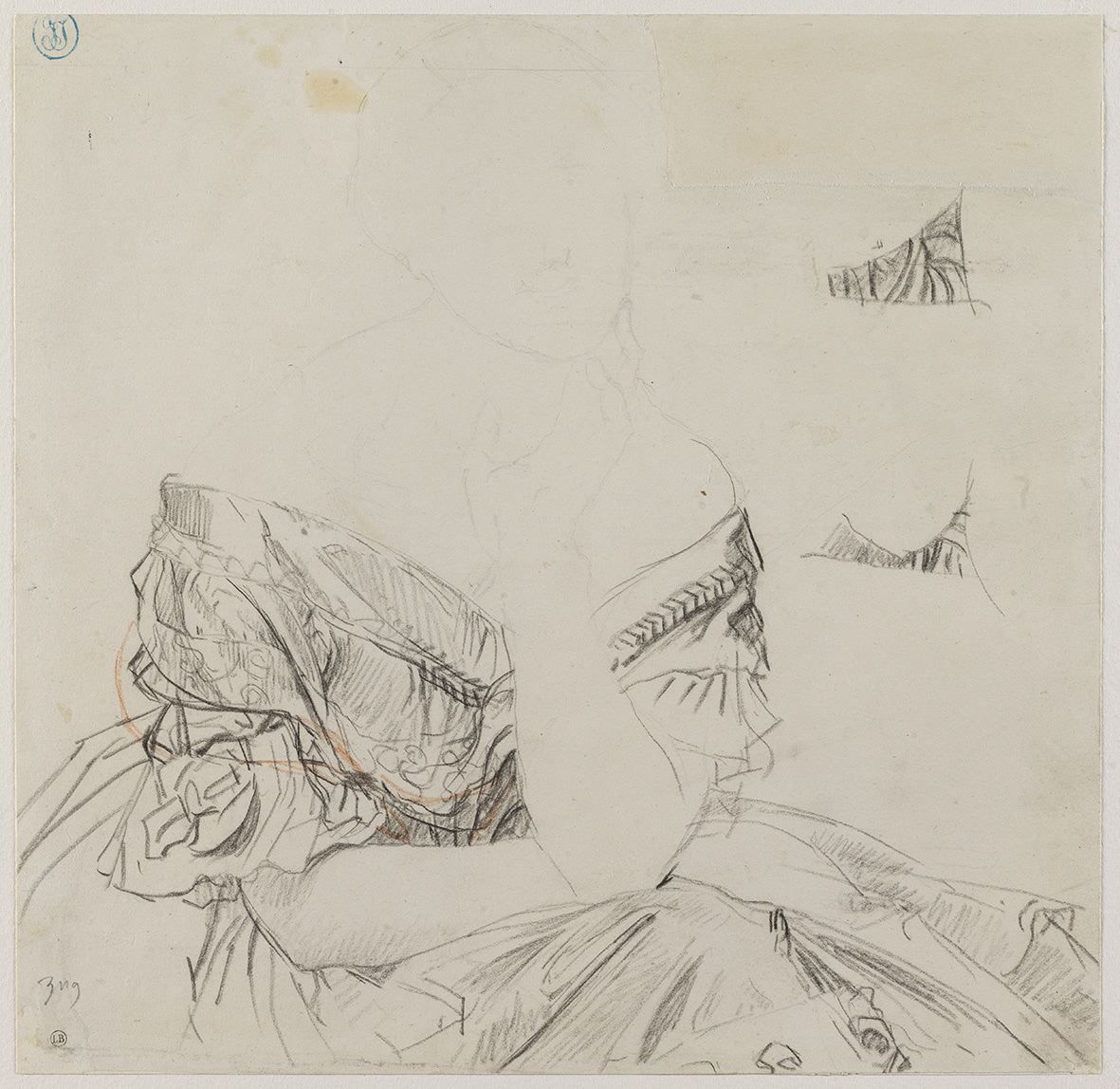
Uno studio per l'abito della baronessa.
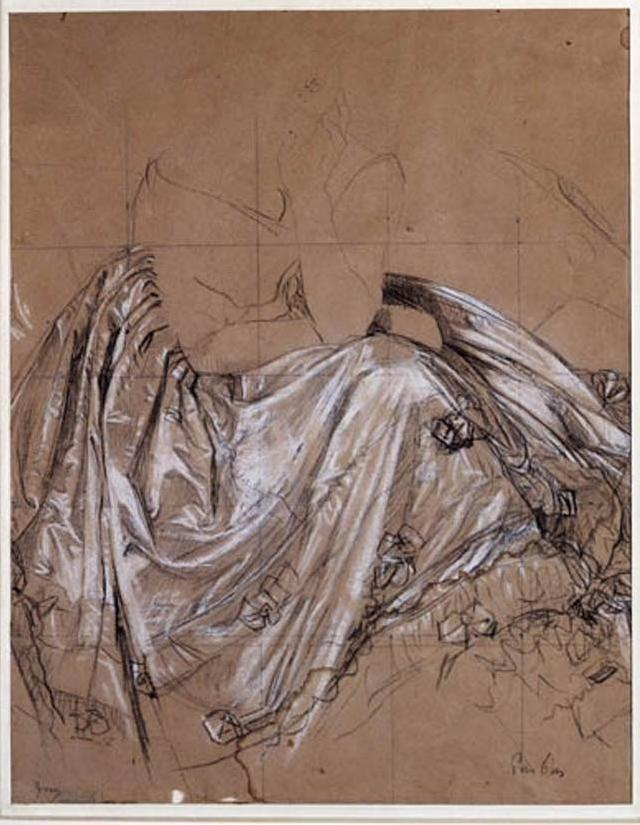
Uno studio per la gonna della baronessa.